# Froncles
Froncles ist eine französische Gemeinde mit 1375 Einwohnern (Stand 1. Januar 2022) im Département Haute-Marne in der Region Grand Est. Sie gehört zum Arrondissement Chaumont und zum Kanton Bologne. Die Bewohner werden Fronclois und Froncloises genannt.
Die Gemeinde erhielt 2022 die Auszeichnung „Zwei Blumen“, die vom Conseil national des villes et villages fleuris (CNVVF) im Rahmen des jährlichen Wettbewerbs der blumengeschmückten Städte und Dörfer verliehen wird.

## Geographie
Froncles liegt etwa 21 Kilometer nördlich von Chaumont am Fluss Marne. An der Gemeinde führt die Route nationale 67 vorbei. Am Bahnhof von Froncles halten die Züge des TER Grand Est.

## Geschichte
In den Höhlen bei Froncles wurden Funde aus der Jungsteinzeit nachgewiesen. Während der keltischen Besiedlung entstand hier ein Oppidum auf dem Gebiet der Ortschaft Bruxieres. Um 1067 wird Froncles erstmals urkundlich erwähnt. Im 11. und 12. Jahrhundert wurde die Burg von Bruxieres errichtet. Davon sind allerdings nur noch wenige Reste erhalten.
1972 wurde die Gemeinde Bruxieres-le-Froncles und 1974 die Gemeinde Provenchères-sur-Marne eingegliedert.

## Bevölkerungsentwicklung
| Jahr                       | 1962 | 1968 | 1975 | 1982 | 1990 | 1999 | 2004 | 2009 | 2019 |
| -------------------------- | ---- | ---- | ---- | ---- | ---- | ---- | ---- | ---- | ---- |
| Einwohner                  | 1965 | 1968 | 2212 | 2183 | 2026 | 1760 | 1680 | 1603 | 1449 |
| Quellen: Cassini und INSEE |      |      |      |      |      |      |      |      |      |

## Sehenswürdigkeiten
- Kirche Saint-Callixte in Buxieres-lès-Froncles, ihr Glockenturm ist seit 1925 als Monument historique eingeschrieben
- Kirche Saint-Joseph in Froncles
- Kirche L’Assomption de la Vierge in Provenchères-sur-Marne